# Graeffea minor
Graeffea minor is een insect uit de orde Phasmatodea en de  familie Phasmatidae. De wetenschappelijke naam van deze soort is voor het eerst geldig gepubliceerd in 1868 door Brunner von Wattenwyl.